# Pagaran Siregar
Pagaran Siregar is een bestuurslaag in het regentschap Padang Lawas Utara van de provincie Noord-Sumatra, Indonesië. Pagaran Siregar telt 89 inwoners (volkstelling 2010).